# Haus von Papen (Werl)

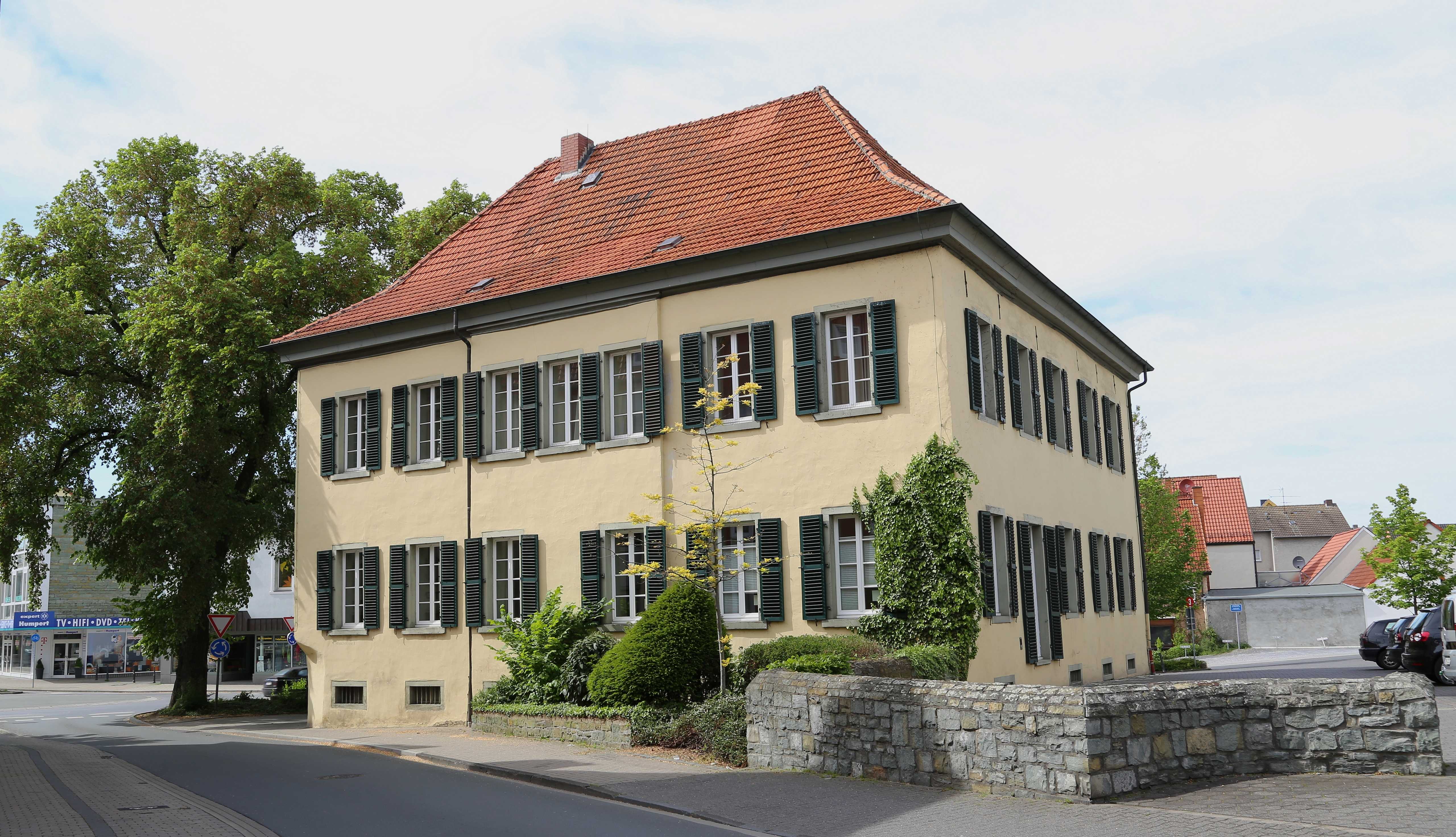
Haus von Papen

Das Haus von Papen ist ein denkmalgeschützter Profanbau in Werl, einer Stadt im Kreis Soest (Nordrhein-Westfalen), Marktstraße 3. Berühmtester Bewohner des Hauses war der ehemalige Reichskanzler Franz von Papen, der hier geboren wurde.

## Geschichte und Architektur
Der ehemalige Erbsälzerhof der Familie von Papen ist ein Putzbau unter einem Walmdach. Das Sockelgeschoss ist durchfenstert und über eine westlich gelegene zweiarmige Freitreppe begehbar. Das zweigeschossige massive Haus ist zweiflügelig. Das ursprünglich wohl als Dreiflügelanlage angelegte Haus wurde um 1730 anstelle eines Vorgängergebäudes errichtet. Der kleine Hof wurde nachträglich mit einem eingeschossigen Anbau geschlossen. Innen finden sich reiche Stuckdecken aus der Bauzeit. Das Gebäude wurde 1980 umfangreich saniert. Es wurde bis Anfang des 21. Jahrhunderts als Stadtbücherei benutzt, derzeit ist es als Bürogebäude eingerichtet.